# Beta-oxidace

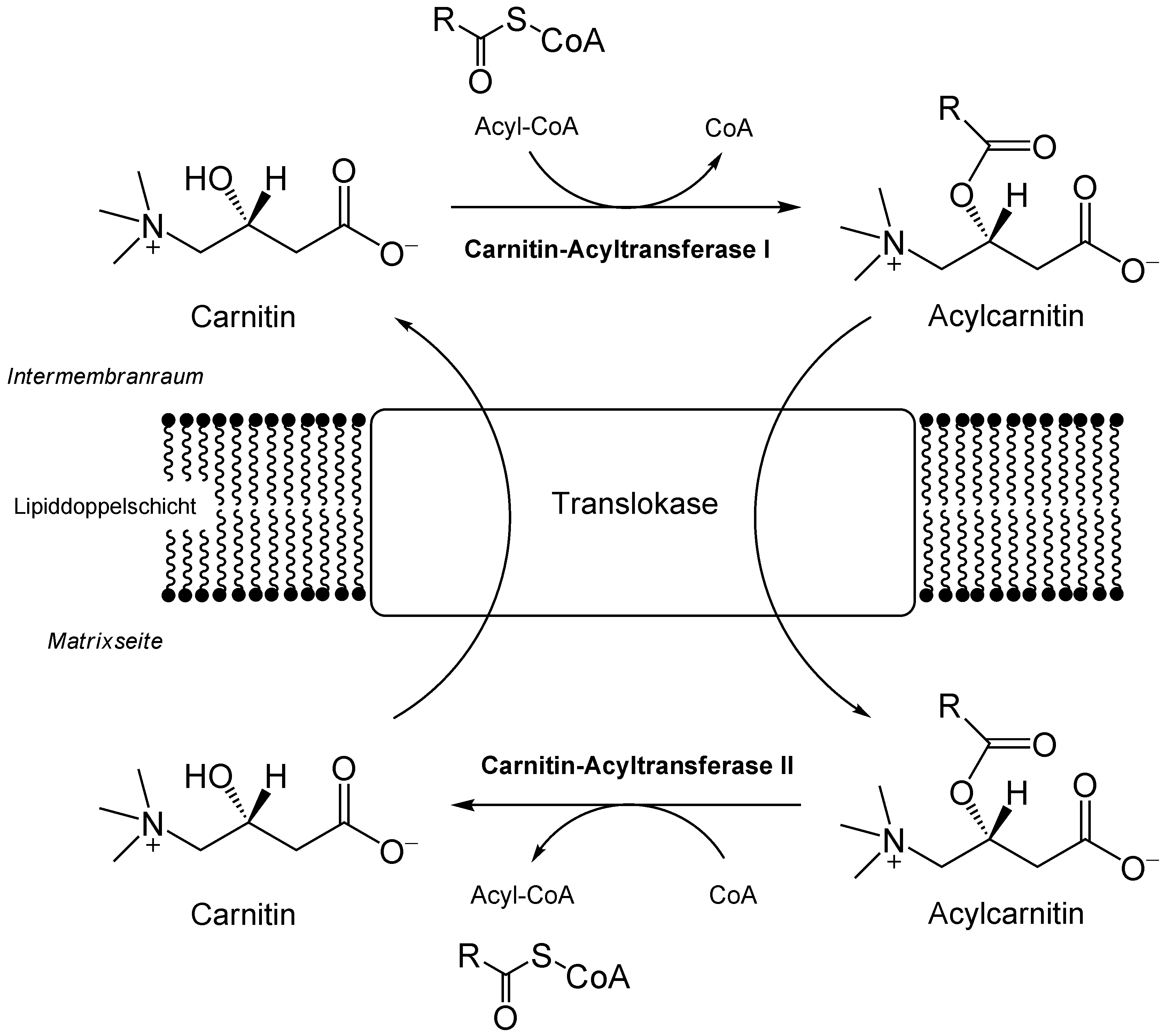
První dva kroky β-oxidace (německy)

Beta-oxidace je proces, který probíhá v mitochondriích. Dochází zde k postupné oxidaci mastných kyselin (řetězec delší než 8 uhlíků) až na acetyl-CoA, který dále postupuje do citrátového cyklu. Je zdrojem energie (u savců především pro srdce a játra). Jejím opakem je syntéza mastných kyselin, která se používá k ukládání energie (slučování molekul acetyl-CoA až ke vzniku lipidu jako úschovny energie).

## Průběh
1. Mastná kyselina se změní acyl-CoA-syntetázou na sloučeninu acyl-CoA (substituce hydroxylové skupiny za ~S-CoA). Tato sloučenina bude procházet procesem beta-oxidace.
2. Zbytek CoA se vymění za karnitinový zbytek, projde mitochondriální membránou, vrátí se zbytek CoA.
3. Zahájí se vlastní odbourávání - dehydrogenace sloučeniny v poloze β - mezi druhým a třetím uhlíkem vznikne dvojná vazba, přičemž dojde k hydrogenaci (redukci) molekuly FAD na FADH2. Vzniká (hexa-2-enoylCoA).
4. Následuje adice vody na nově vzniklou dvojnou vazbu. Vzniká (3-hydroxyhexanoylCoA).
5. Dehydrogenace nově navázané hydroxylové skupiny (redukce molekuly NAD+ na NADH).
6. Za účasti koenzymu A se od sloučeniny odštěpí acetyl-CoA a nově vzniklá oxosloučenina acyl-CoA (s o dva uhlíky kratším zbytkem) postupuje zpět do bodu 3 (dokud se všechny mastné kyseliny takto nerozštěpí).